# 公立八鹿病院
公立八鹿病院（こうりつようかびょういん）は、兵庫県養父市にある一部事務組合、公立八鹿病院組合が設置・運営する公立病院。臨床研修指定病院や災害拠点病院の指定を受けている。

## 概要

### 基本理念
「私たちは、地域中核病院として、医の倫理を基本に、質の高い医療と優れたサービスをもって、住民の健康を守り、地域の発展に尽くします」

## 診療科
- 内科
- 救急科・総合診療科
- 呼吸器科
- 循環器科
- 精神神経科
- 脳神経内科
- 脳神経外科
- 胃腸科
- 小児科
- 外科
- 緩和ケア科
- 整形外科
- 皮膚科
- 泌尿器科
- 産婦人科
- 眼科
- 耳鼻咽喉科
- リハビリテーション科
- 放射線科
- 麻酔科
- 歯科口腔外科

## 医療機関指定
出典
| 健康保険法指定医療機関           | 労災保険指定病院                                                                      |
| 生活保護法指定医療機関           | 原爆被爆者一般疾病医療機関                                                            |
| 助産施設（児童福祉施設）         | 救急病院（兵庫県知事による認定）                                                      |
| へき地中核病院指定               | 指定自立支援医療機関（育成医療・更生医療・精神通院医療）                              |
| 臨床研修病院指定                 | 日本医療機能評価機構病院機能評価「一般病院2」「リハビリテーション病院（副機能）」認定 |
| 指定障害福祉サービス（療養介護） | 兵庫県「がん診療連携拠点病院に準ずる病院」指定                                        |
| 地域医療支援病院                 | 兵庫DMAT指定病院                                                                      |
| 国民健康保険医療取扱機関         | 第二種感染症指定医療機関（結核）                                                      |
| 未熟児指定養育医療機関           | 病院群輪番制病院                                                                      |
| 災害拠点病院指定                 | 第1種協定指定医療機関及び第2種協定指定医療機関                                        |

## 学会認定施設
出典
| 日本内科学会認定教育関連病院         | 日本超音波医学会認定超音波専門医研修施設                   |
| 日本臨床細胞学会施設                 | 日本医学放射線学会放射線科専門医修練協力機関               |
| 日本整形外科学会専門医制度研修施設   | 日本脳ドック学会認定施設                                   |
| 日本口腔外科学会専門医制度准研修施設 | 日本周産期・新生児医学会周産期母体・胎児専門医補完研修施設 |
| 日本外科学会外科専門医制度修練施設   | 日本麻酔科学会麻酔科認定病院                               |
| マンモグラフィ検診施設画像認定施設   | 日本消化器病学会認定施設                                   |
| 画像診断管理認証施設                 | 日本認知症学会教育施設                                     |
| 日本核医学会PET撮像施設              |                                                            |

## 交通アクセス
JR山陰本線八鹿駅からタクシー4分または、徒歩約15分

## 不祥事
パワハラ自殺
- 2014年5月26日、鳥取地方裁判所は勤務していた医師が着任からわずか2か月で自殺したのは、上司2人からのパワハラと過労が原因だとして、上司2人と病院に対し8,000万円の損害賠償の支払いを命じた[2]。原告、被告とも判決を不服として6月10日までに控訴した[3]。2015年3月18日、広島高裁松江支部は運営する病院組合に約1億8000万円の支払いを命じた。医師への請求は棄却した[4]。原告、被告とも判決を不服として上告した。最高裁判所第2小法廷の山本庸幸裁判長は、2016年3月18日までに双方の上告を退ける決定を出し、2審の判決が確定した[5]。

## テレビ番組
- 日経スペシャル カンブリア宮殿 「あなたの町から医者が消える！ ～崩壊する地域医療～」（2008年8月18日、テレビ東京）- 出演：名誉院長 谷尚[6]。